# Побачення в липні
«Побачення в липні» (фр. Rendez-vous de juillet) — французький комедійно-драматичний фільм 1949 року, поставлений режисером Жаком Беккером. Стрічка брала участь в основній конкурсній програмі 3-го Каннського міжнародного кінофестивалю. 2016 року її було відібрано для показу у програмі Класика Канн 69-го Каннського кінофестивалю.

## Сюжет
Люсьєн Боннар, студент-етнограф, марно шукає субсидії на експедицію в Африку. Актори-початківці, серед яких його подружка Крістіна, ставлять п'єсу, написану молодим драматургом. Коли Люсьєн дізнається, що нарешті отримає фінансування, йому доводиться умовляти трьох товаришів, щоб ті напоумилися і не підвели його. Один, дипломований кінооператор, не знайшовши роботи за профілем, грає у підвалі на трубі з джазистом Клодом Лютером. Приходить пора вирушати в дорогу, і Люсьєн збирає команду у повному складі, але виявляє, що Крістіна, яка тим часом стала коханкою свого режисера, не створена для нього.

## У ролях
| Данієль Желен    | ···· | Люсьєн Боннар    |
| П'єр Трабо       | ···· | П'єро Рабю       |
| Ніколь Курсель   | ···· | Крістіна Курсель |
| Брижіт Обер      | ···· | Тереза Рішар     |
| Моріс Роне       | ···· | Роже Мулен       |
| Луї Сеньє        | ···· | Леваз            |
| Філіп Марей      | ···· | Франсуа Курсель  |
| Бернар Ла Жарріг | ···· | Гійом Руссо      |
| Гастон Модо      | ···· | професор         |
| Луїза Кольпейн   | ···· | мадам Курсель    |

## Визнання
| Нагороди та номінації фільму «Побачення в липні» | Нагороди та номінації фільму «Побачення в липні» | Нагороди та номінації фільму «Побачення в липні» | Нагороди та номінації фільму «Побачення в липні» | Нагороди та номінації фільму «Побачення в липні» | Нагороди та номінації фільму «Побачення в липні» |
| Рік                                              | Кінофестиваль/кінопремія                         | Категорія/нагорода                               | Номінант                                         | Результат                                        |                                                  |
| ------------------------------------------------ | ------------------------------------------------ | ------------------------------------------------ | ------------------------------------------------ | ------------------------------------------------ | ------------------------------------------------ |
| 1949                                             | 3-й Каннський міжнародний кінофестиваль          | Гран-прі фестивалю                               | Побачення в липні                                | Номінація                                        |                                                  |
| 1949                                             | Приз Луї Деллюка                                 | Найкращий фільм                                  | Побачення в липні                                | Перемога                                         |                                                  |
| 1951                                             | Синдикат французьких кінокритиків                | Найкращий фільм                                  | Побачення в липні                                | Перемога                                         |                                                  |